# 1931-es úszó-Európa-bajnokság
Az 1931-es úszó-Európa-bajnokságot Párizsban, Franciaországban rendezték augusztus 23. és augusztus 30. között. Az Eb-n 16 versenyszámot rendeztek. 11-et úszásban, 4-et műugrásban és egyet vízilabdában.

## Magyar érmesek
| Érem  | Versenyző                                                 | Versenyszám | Versenyszám           |
| ----- | --------------------------------------------------------- | ----------- | --------------------- |
| Arany | Férfi válogatott                                          | vízilabda   | csapat                |
| Arany | Bárány István                                             | úszás       | Férfi 100 m gyors     |
| Arany | Bárány István                                             | úszás       | Férfi 400 m gyors     |
| Arany | Halassy Olivér                                            | úszás       | Férfi 1500 m gyors    |
| Arany | Wanié András Szabados László Székely András Bárány István | úszás       | Férfi 4 × 200 m gyors |
| Ezüst | Székely András                                            | úszás       | Férfi 100 m gyors     |
| Ezüst | Bitskey Aladár                                            | úszás       | Férfi 100 m hát       |
| Bronz | Nagy Károly                                               | úszás       | Férfi 100 m hát       |
| Bronz | Mallász Margit Tóth Ilona Sipos Margit Lenkei Magda       | úszás       | Női 4 × 100 m gyors   |

## Éremtáblázat
(A táblázatban Magyarország és a rendező nemzet eltérő háttérszínnel kiemelve.)
| Helyezés | Nemzet         | Arany | Ezüst | Bronz | Összesen |
| 1.       | Magyarország   | 5     | 2     | 2     | 9        |
| 2.       | Németország    | 3     | 4     | 4     | 11       |
| 3.       | Hollandia      | 3     | 2     | 0     | 5        |
| 4.       | Ausztria       | 2     | 1     | 1     | 4        |
| 5.       | Nagy-Britannia | 1     | 3     | 3     | 7        |
| 6.       | Franciaország  | 1     | 2     | 2     | 5        |
| 7.       | Finnország     | 1     | 0     | 0     | 1        |
| 8.       | Olaszország    | 0     | 1     | 3     | 4        |
| 9.       | Svédország     | 0     | 1     | 0     | 1        |
| 10.      | Csehszlovákia  | 0     | 0     | 1     | 1        |
| Összesen | Összesen       | 16    | 16    | 16    | 48       |

## Érmesek
- WR – világrekord

### Úszás
Férfi
| Versenyszám             | Arany                                                                          | Arany     | Ezüst                                                                        | Ezüst   | Bronz                                                                          | Bronz   |
| ----------------------- | ------------------------------------------------------------------------------ | --------- | ---------------------------------------------------------------------------- | ------- | ------------------------------------------------------------------------------ | ------- |
| 100 m-es gyorsúszás     | Bárány István · Magyarország                                                   | 59,8      | Székely András · Magyarország                                                | 1:00,8  | Pavel Steiner · Csehszlovákia                                                  | 1:03,0  |
| 400 m-es gyorsúszás     | Bárány István · Magyarország                                                   | 5:04,0    | Jean Taris · Franciaország                                                   | 5:04,2  | Paolo Costoli · Olaszország                                                    | 5:16,8  |
| 1500 m-es gyorsúszás    | Halassy Olivér · Magyarország                                                  | 20:49,0   | Giuseppe Perentin · Olaszország                                              | 20:50,6 | Paolo Costoli · Olaszország                                                    | 21:09,4 |
| 100 m-es hátúszás       | Gerhard Deutsch · Németország                                                  | 1:14,8    | Bitskey Aladár · Magyarország                                                | 1:15,8  | Nagy Károly · Magyarország                                                     | 1:16,2  |
| 200 m-es mellúszás      | Ivo Reingoldt · Finnország                                                     | 2:52,2    | Karl Wittenberg · Németország                                                | 2:54,4  | Erwin Sietas · Németország                                                     | 2:55,0  |
| 4 × 200 m-es gyorsváltó | Magyarország · Wanié András · Szabados László · Székely András · Bárány István | 9:34,0 WR | Németország · Karl Schubert · Raimund Deiters · Hans Balk · Herbert Heinrich | 9:48,6  | Olaszország · Antonio Conelli · Sirio Bianchini · Ettore Baldo · Paolo Costoli | 9:49,0  |

Női
| Versenyszám             | Arany                                                                                | Arany  | Ezüst                                                                            | Ezüst  | Bronz                                                                    | Bronz  |
| ----------------------- | ------------------------------------------------------------------------------------ | ------ | -------------------------------------------------------------------------------- | ------ | ------------------------------------------------------------------------ | ------ |
| 100 m-es gyorsúszás     | Yvonne Godard · Franciaország                                                        | 1:10,0 | Willemijntje den Ouden · Hollandia                                               | 1:11,8 | Joyce Cooper · Nagy-Britannia                                            | 1:12,0 |
| 400 m-es gyorsúszás     | Marie Braun · Hollandia                                                              | 5:42,0 | Joyce Cooper · Nagy-Britannia                                                    | 5:54,0 | Yvonne Godard · Franciaország                                            | 5:55,4 |
| 100 m-es hátúszás       | Marie Braun · Hollandia                                                              | 1:22,8 | Joyce Cooper · Nagy-Britannia                                                    | 1:23,6 | Phyllis Harding · Nagy-Britannia                                         | 1:24,8 |
| 200 m-es mellúszás      | Cecelia Wolstenholme · Nagy-Britannia                                                | 3:16,4 | Jenny Kastein · Hollandia                                                        | 3:18,2 | Margery Hinton · Nagy-Britannia                                          | 3:20,4 |
| 4 × 100 m-es gyorsváltó | Hollandia · Truus Bouwmeester · Maria Vierdag · Willemijntje den Ouden · Marie Braun | 4:55,0 | Nagy-Britannia · Valerie Davies · Phyllis Harding · Jean McDowall · Joyce Cooper | 5:00,8 | Magyarország · Mallász Margit · Tóth Ilona · Sipos Margit · Lenkei Magda | 5:02,2 |

### Műugrás
Férfi
| Versenyszám    | Arany                            | Arany  | Ezüst                          | Ezüst  | Bronz                            | Bronz  |
| -------------- | -------------------------------- | ------ | ------------------------------ | ------ | -------------------------------- | ------ |
| 3 m-es műugrás | Ewald Riebschläger · Németország | 136,22 | Maurice Lepage · Franciaország | 135,32 | Willi Neumann · Németország      | 134,38 |
| Toronyugrás    | Josef Staudinger · Ausztria      | 111,82 | Willi Neumann · Németország    | 108,90 | Ewald Riebschläger · Németország | 107,96 |

Női
| Versenyszám    | Arany                     | Arany | Ezüst                          | Ezüst | Bronz                            | Bronz |
| -------------- | ------------------------- | ----- | ------------------------------ | ----- | -------------------------------- | ----- |
| 3 m-es műugrás | Olga Jordan · Németország | 77,00 | Madi Epply · Ausztria          | 72,86 | ? Schlüter · Németország         | 69.?? |
| Toronyugrás    | Madi Epply · Ausztria     | 34,28 | Ingeborg Sjöqvist · Svédország | 33,62 | R Cretté-Flavier · Franciaország | 32,94 |

### Vízilabda
| Versenyszám | Arany        | Ezüst       | Bronz    |
| ----------- | ------------ | ----------- | -------- |
| Férfi       | Magyarország | Németország | Ausztria |